# Bukowica
Bukowica (Duits: Bockwitz) is een plaats in het Poolse district  Żagański, woiwodschap Lubusz. De plaats maakt deel uit van de gemeente Niegosławice en telt 140 inwoners.